# Pekanträd
Pekanträd (Carya illinoiensis) är en valnötsväxtart som först beskrevs av Friedrich von Wangenheim, och fick sitt nu gällande namn av Karl Heinrich Koch. Carya illinoiensis ingår i släktet hickory, och familjen valnötsväxter. Inga underarter finns listade i Catalogue of Life.
Trädet växer naturligt i Mexiko och södra USA. Pekanträdets virke används till golv, möbler och som smaksättare till rökt mat. Pekanträdet började odlas i slutet av 1800-talet.
Pekanträdet kan nå en höjd av 40 till 60 meter och stammen kan ha en diameter av 2,5 meter i brösthöjd. Barken har en grå till brun färg med röda nyanser. Typisk är violettbruna kvistar med en något hårig yta. Exemplaren blommar mellan mars och maj. Frukterna bildar grupper med två till 10 frukter. De är 2,5 till 4 cm långa och ovala. Vilda exemplar hittas oftast längs vattendrag.
Arten är ett symbol för delstaten Texas.

## Pekannöt
Trädet, som kan bli 50 m högt, växer i södra USA och odlas för sina oljerika nötter, som saluförs även i Sverige. Pekannöten är släkt med valnöten men är mer långsträckt och har ett slätt, rödbrunt skal.
Nötterna innehåller 72 % fett (varav 63 % omättat fett), 14 % kolhydrater (varav 10 % kostfiber) och 9 % protein. De liknar valnöt fast med slätt skal och används till exempel i glass.

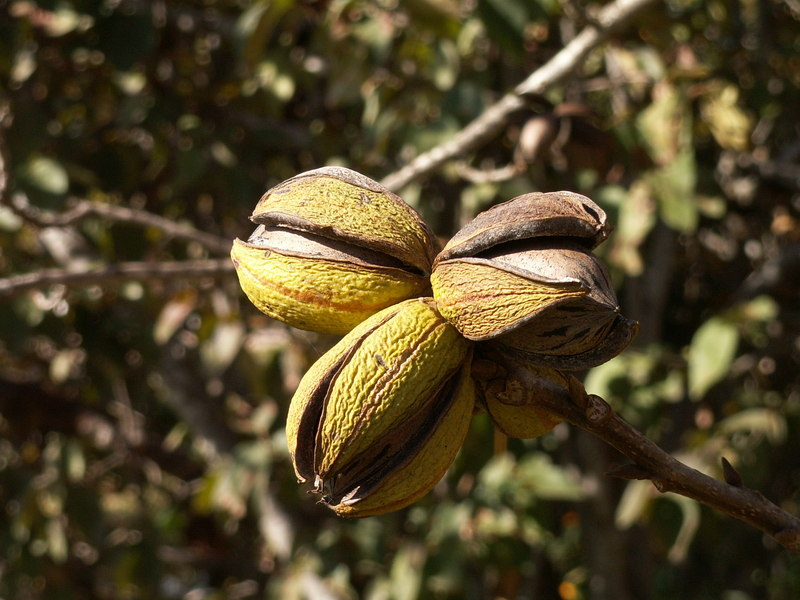
Pekannöt på trädet
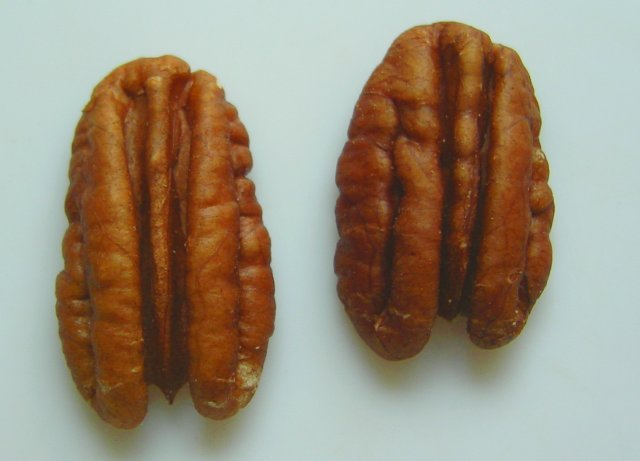
Den inre, ätbara delen
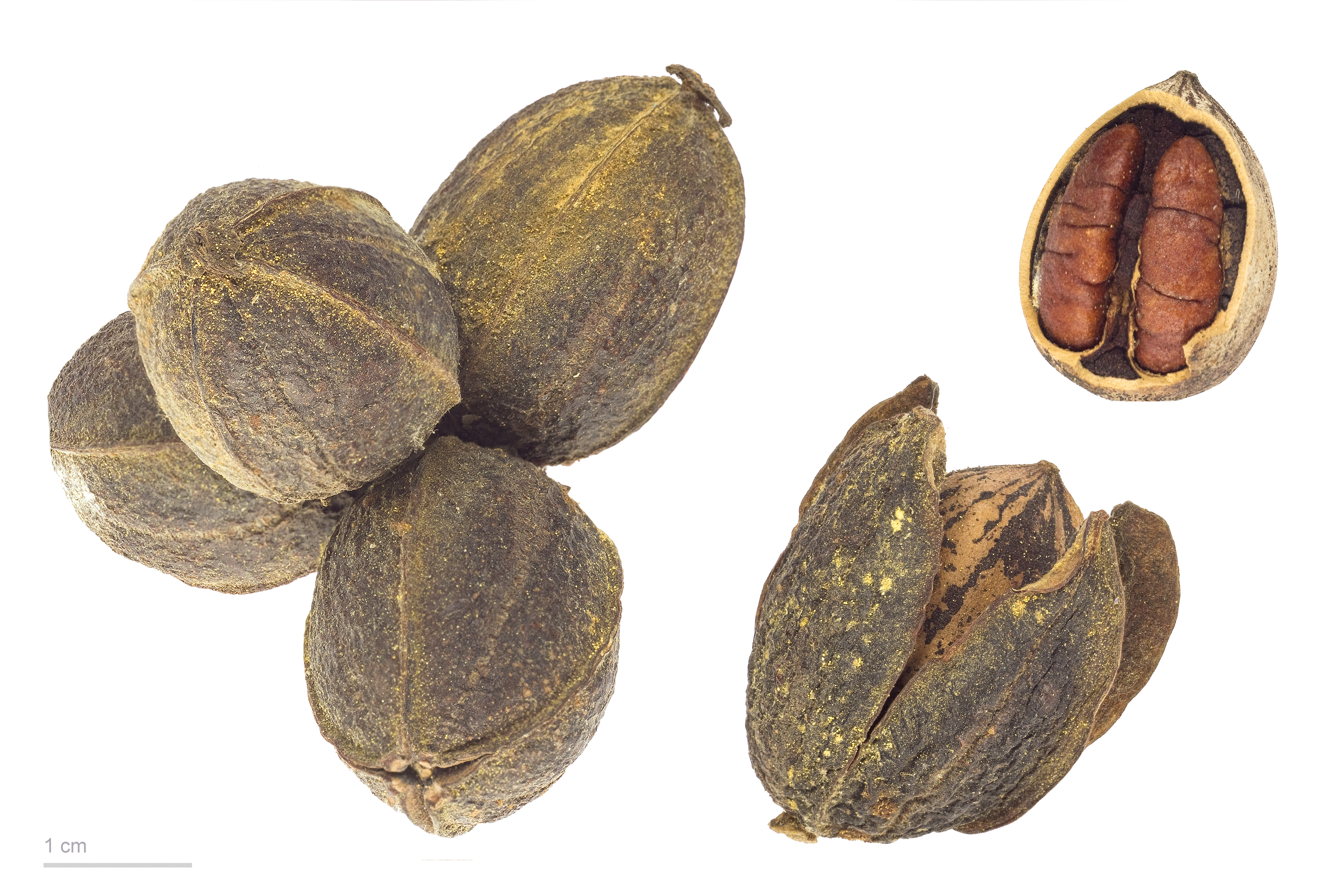
Carya illinoinensis - Museum specimen